# Kremlin Rocks!
Kremlin Rocks! — концертный альбом группы «Машина Времени» совместно с камерным оркестром «Кремлин» Михаила Рахлевского, выпущенный в 2005 году. CD и DVD Kremlin Rocks! вышли только ограниченным тиражом в подарочном издании.

## Об альбоме
| Тогда мы к нему подошли недостаточно подготовленными. Мы не знали, как это записывать, такого прецедента не было ни разу в «Машине времени». Потом уже, когда мы сыграли концерт, оказалось, что скрипки, например, настраиваются не на 440 Гц, как мы привыкли, а на 442. То есть там были свои какие-то свои истории, которые мы, к сожалению, не предусмотрели. Это был концерт, который Макар придумал с Мишей Рахлевским, и он был такой одноразовый. Пластинку я не слушаю, то есть мне достаточно концерта. Я считаю его неудачным, потому что мы были не подготовлены. — Евгений Маргулис |

Мероприятие состоялось 9 октября 2004 года в концертном зале торгового комплекса «Тишинский» в рамках благотворительной программы руководителя камерного оркестра «Kremlin» Михаила Рахлевского. Записывать оказалось довольно сложно: требовалось, чтобы негромкие акустические инструменты не затмевались мощным звучанием рок-группы. В альбом вошли тринадцать известных песен «Машины времени», одна новая «Круги на воде» и два оркестровых попурри: «Моцартиана» и «Преслиана». DVD-версия включала специальные бонусы, среди которых присутствовало интервью Андрея Макаревича и Михаила Рахлевского, а сам звук записан в двух форматах — Dolby Digital 5.1 и Dolby Stereo. Оформление было создано белорусским художником Владимиром Цеслером, чьё сотрудничество с «Машиной времени» стало традицией.

## Список композиций
Автор песен Андрей Макаревич, кроме отмеченных
1. Моцартиана (5:22)
2. Три окна (6:08)
3. Мы расходимся по домам (4:02)
4. Снег (3:11)
5. Ночь (4:41) (Александр Кутиков, Макаревич)
6. Он был старше её (4:16)
7. Колыбельная (2:57)
8. Шанхай-блюз (6:47) (Евгений Маргулис, Валерий Сюткин, Сергей Миров)
9. Преслиана (9:03) (аранжировка — Искандер Бекманбетов)
10. Он играет на похоронах и танцах (4:00) (Кутиков, Макаревич)
11. Круги на воде (5:10)
12. Музыка под снегом (4:39) (Кутиков, Макаревич)
13. Место, где свет (4:41)
14. Мой друг (лучше всех играет блюз) (4:47) (Маргулис, Макаревич)
15. Поворот (5:08) (Кутиков, Пётр Подгородецкий, Макаревич)
16. Свеча (4:32)

### Также на DVD диске
- Место, где свет (видео)
- Эти реки никуда не текут (видео)